# Stora Djursjön
Stora Djursjön är en sjö i Kungsbacka kommun i Halland och ingår i Kungsbackaåns huvudavrinningsområde. Sjön har en area på 0,646 kvadratkilometer och ligger 58,2 meter över havet. Vid provfiske har abborre och gädda fångats i sjön.

## Delavrinningsområde
Stora Djursjön ingår i det delavrinningsområde (638652-128178) som SMHI kallar för Mynnar i Kungsbackaån. Medelhöjden är 63 meter över havet och ytan är 31,3 kvadratkilometer. Räknas de 2 avrinningsområdena uppströms in blir den ackumulerade arean 51,59 kvadratkilometer. Lillån som avvattnar avrinningsområdet har biflödesordning 2, vilket innebär att vattnet flödar genom totalt 2 vattendrag innan det når havet efter 8,8 kilometer. Avrinningsområdet består mestadels av skog (61 %) och jordbruk (19 %). Avrinningsområdet har 0,81 kvadratkilometer vattenytor vilket ger det en sjöprocent på 2,6 %. Bebyggelsen i området täcker en yta av 1,47 kvadratkilometer eller 5 % av avrinningsområdet.